# Clemens Spantig
Clemens Spantig (* 13. September 1941 in Seitendorf; † 11. April 2014) war ein deutscher Politiker (DBD, ab 1990 CDU) und von 1990 bis 1994 Mitglied des Sächsischen Landtages.

## Leben
Nach der Grundschule in Wittgendorf besuchte Clemens Spantig von 1959 bis 1962 die Fachschule für Landwirtschaft Bautzen. Zwischen 1972 und 1976 studierte er an der Universität Leipzig. Von 1978 bis 1983 war Spantig Direktor der Kreislandwirtschaftsschule Zittau und ab Oktober 1990 Direktor der Abteilung Landwirtschaft der Kaufmännischen Schule Zittau.
Spantig war katholischen Glaubens, verheiratet und Vater zweier Kinder.

## Politik
Von 1968 bis 1990 war Clemens Spantig Mitglied im Kreisvorstand der Demokratischen Bauernpartei Deutschlands (DBD) im Kreisverband Zittau. Nach der Auflösung der Blockpartei und deren Eingliederung in die CDU ging Spantig diesen Weg mit und wurde 1990 Mitglied der CDU.
Bei der Landtagswahl am 14. Oktober 1990 verpasste Spantig auf Listenplatz 39 der Landesliste der CDU Sachsen zunächst den Einzug in den Sächsischen Landtag. Nach dem Mandatsverzicht von Jochen Melzer rückte er noch im Herbst 1990 in den Landtag nach, dem er bis zum Ende der Wahlperiode 1994 angehörte. Im Landtag war Spantig Mitglied im Sonderausschuss zur Untersuchung von Amts- und Machtmissbrauch infolge der SED-Herrschaft, sowie im Ausschuss für Landwirtschaft, Ernährung und Forsten. Bis 1999 gehörte Spantig überdies dem Gemeinderat seines Heimatortes Wittgendorf an. Nach der Eingemeindung von Wittgendorf nach Hirschfelde gehörte er auch dort dem Gemeinderat an. Als Hirschfelde 2007 nach Zittau eingemeindet wurde, beendete Spantig sein politisches Engagement.